# República Centro-Africana nos Jogos Olímpicos de Verão de 2008
A República Centro-Africana participou dos Jogos Olímpicos de Verão de 2008, em Pequim, na China. O país estreou nos Jogos em 1968 e esta foi sua 8ª participação.

## Desempenho

### Atletismo
| Atleta            | Prova           | Elims. | Elims. | 1/4 de final | 1/4 de final | Semifinal   | Semifinal   | Final       | Final       |
| Atleta            | Prova           | Tempo  | Pos.   | Tempo        | Pos.         | Tempo       | Pos.        | Tempo       | Pos.        |
| ----------------- | --------------- | ------ | ------ | ------------ | ------------ | ----------- | ----------- | ----------- | ----------- |
| Béranger Bosse    | 100 m masculino | 10s51  | 45º    | Não avançou  | Não avançou  | Não avançou | Não avançou | Não avançou | Não avançou |
| Mireille Derebona | 800 m feminino  | DSQ    | –      | Não avançou  | Não avançou  | Não avançou | Não avançou | Não avançou | Não avançou |

### Boxe
| Atleta         | Peso       | 1/16 de final          | 1/8 de final           | 1/4 de final           | Semifinais             | Final                  |
| Atleta         | Peso       | Adversário e resultado | Adversário e resultado | Adversário e resultado | Adversário e resultado | Adversário e resultado |
| -------------- | ---------- | ---------------------- | ---------------------- | ---------------------- | ---------------------- | ---------------------- |
| Bruno Bongongo | Meio-médio | CMR J. Mulema D 17-2   | Não avançou            | Não avançou            | Não avançou            | Não avançou            |

Legenda
| Recorde mundial      | Recorde mundial (World record)               |                       | Recorde africano                      | Recorde africano (African) |                                           | Q | Classificado por posição (Qualified) |
| Recorde olímpico     | Recorde olímpico (Olympic record)            | Recorde da América    | Recorde da América (Americas)         | q                          | Classificado por melhor tempo (Qualified) |   |                                      |
| Melhor marca do ano  | Melhor marca do ano (World leading)          | Recorde asiático      | Recorde asiático (Asian)              | DNS                        | Não largou (Did not start)                |   |                                      |
| Recorde nacional     | Recorde nacional (National record)           | Recorde europeu       | Recorde europeu (European)            | DNF                        | Não terminou (Did not finish)             |   |                                      |
| Recorde pessoal      | Recorde pessoal do atleta (Personal best)    | Recorde da Oceania    | Recorde da Oceania (Oceania)          | DSQ / DQ                   | Desclassificado (Disqualified)            |   |                                      |
| Recorde da temporada | Recorde da temporada do atleta (Season best) | Recorde sul-americano | Recorde sul-americano (South America) | NM                         | Sem marca (No mark)                       |   |                                      |